# Bolestné
Bolestné je náhrada bolesti jakožto nemajetkové újmy na zdraví spočívající v tělesném i duševním utrpení. Náhrada se poskytuje v penězích.
Dříve se výše bolestného určovala podle vyhlášky č. 440/2001 Sb. (resp. před ní podle vyhlášky č. 32/1965 Sb.), kdy byl po ustálení zdravotního stavu zpracován posudek, ve kterém lékař podle první nebo třetí přílohy náhradové vyhlášky stanovil celkové bodové ohodnocení bolesti způsobené škodou na zdraví, jejím léčením nebo odstraňováním jejích následků, a to v její akutní fázi. Výše peněžní náhrady pak z tohoto ohodnocení částečně přímo vyplývala, protože hodnota jednoho bodu činila 120 Kč. V soudním řízení nicméně mohla být ještě korigována jejím až několikanásobným navýšením.
V souvislosti s rekodifikací českého soukromého práva byla náhradová vyhláška zrušena a od 1. ledna 2014 už výše bolestného závisí podle § 2958 občanského zákoníku jen na úvaze soudce. Zákon zde stanoví pouze kritérium, aby výše peněžité náhrady plně vyvážila vytrpěné bolesti, případně aby byla stanovena podle zásad slušnosti. Nejvyšší soud nicméně v zájmu zachování právní jistoty a očekávatelnosti soudního rozhodování podle § 13 občanského zákoníku připravil metodiku, která stanoví podrobný postup pro výpočet.
Je-li ovšem bolest způsobena pracovním úrazem nebo nemocí z povolání, použije se od 26. října 2015 nařízení vlády č. 276/2015 Sb., resp. vyhláška č. 277/2015 Sb., jde-li o příslušníka bezpečnostních sborů. Tyto prováděcí předpisy navazují přímo na úpravu zrušené náhradové vyhlášky z roku 2001, hodnota jednoho bodu je ale zvýšena na 250 Kč.